# Eternal Defiance
Eternal Defiance è l'undicesimo album in studio della band Melodic death metal tedesca Suidakra.

## Tracce
1. Storming the Walls – 3:14
2. Inner Sanctum – 5:08
3. Beneath the Red Eagle – 4:51
4. March of Conques – 3:47
5. Pair Dadeni – 3:49
6. The Mindsong – 5:38
7. Rage for Revenge – 4:51
8. Dragon's Head – 5:24
9. Defiant Dreams – 4:24
10. Damnatio Memoriae – 4:00
11. Mrs. McGrath – 5:14

## Formazione
- Arkadius Antonik – chitarre, voce, tastiere, banjo
- Marius "Jussi" Pesch - chitarre
- Tim Siebrecht - basso
- Lars Wehner – batteria